# Gastronomski turizam
Gastronomski turizam podrazumeva posetu destinaciji čiji je primarni cilj da zadovolji lično interesovanje za domorodačku (etničku) nacionalnu ili regionalnu gastronomiju. To uključuje konzumiranje hrane i pića, učenje o pripremi jela, kupovinu proizvoda u vezi sa hranom i pohađanje kurseva kuvanja. Gastronomski turizam je vrsta kulturnog turizma budući da kuhinja i recepti predstavljanju proizvode lokalne kulture, a načini pripreme hrane spadaju pod nematerijalnu kulturnu baštinu.Termin gastronomski ili kulinarski turista odnosi se na sve one koji putuju da bi probali proizvode lokalne kuhinje karakteristične za neku zemlju ili regiju.

## Pregled
Gastronomski ili prehrambeni turizam podrazumeva potragu za jedinstvenim i nezaboravnim iskustvima konzumiranja hrane i pića, bilo blizu ili daleko. Svaki turista jede oko tri puta dnevno i tako čini proizvodnju hrane jednom od osnovnih ekonomskih pokretača turizma. Zemlje poput Irske, Perua i Kanade su napravile značajne investicije u oblasti razvoja kulturnog turizma, i već sada se može videti finansijska dobit i rast broja noćenja po hotelima kao direktna posledica promocije gastronoskog turizma i razvitka proizvodnje. Svetska agencija gastronomskog turizma ima sledeću klasifikaciju i definiciju gastronomskog turizma:
„Koristimo termin „prehrambeni turizam’’, ali osim hrane on podrazumeva i konzumaciju pića. Takođe, neprirodno zvuči kada kažemo ’’turizam hrane i pića’’. Treba da razjasnimo pojam „daleko i blizu“. Da bismo bili gastronomski putnici ne moramo da putujemo na drugi kraj države ili sveta, već možemo da istražujemo i u okolnim mestima, gradovima ili komšilucima. Ako ne napuštate često svoj komšiluk, zatim odete u drugi deo grada kako biste posetili posebnu radnju ili kako biste tamo jeli, onda ste vi „gastronomski putnik“ u svom sopstvenom dvorištu! Momenat putovanja se podrazumeva jer većina ljudi putuje barem u drugi deo svog grada, ako ne i regiona ili zemlje. Daljina nije toliko bitna kao faktor već činjenica da smo stalno u pokretu. Svi smo na neki način „putnici’’ i „gastronomi’’. Prema tome, svi smo mi na neki način „gastronomski putnici“. Prethodno je bio korišćen termin „kulinarski turizam“ da se opiše naša industrija. Prestali smo da koristimo taj termin u 2012. jer je naše istraživanje pokazalo da je odavao pogrešan utisak. Dok se termin „kulinarski” tehnički može koristiti za sve što se odnosi na hranu i piće i na početku deluje kao da ima dobar smisao, percepcija većine engleskih govornika s kojima smo razgovarali jeste da je reč "kulinarska" elitistička. To je veoma loša prezentacija onoga čime se naša industrija bavi. „Prehrambeni turizam“ uključuje pijačne tezge i ulične prodavce, kao lokalne (gastro) pabove, vinarije i unikatne restorane. Postoji nešto za svakoga u industriji prehrambenog turizma“

## Ekonomski uticaj
Svetska agencija kulinarskog turizma procenjuje da prihodi od prodaje hrane i pića predstavljaju 15% do 35% ukupne potrošnje u turizmu u zavisnosti od pristupačnosti određene destinacije. WFTA navodi i neke od mogućnosti gastronomskog turizma kao što su: .organizovanje grupnih turističkih poseta, povećanje poreskih prihoda, više medijska pažnje.

## Kursevi kuvanja
Kursevi kuvanja predstavljaju sve popularniji oblik gastronomskog turizma. Kursevi se razlikuju po trajanju, od kratkih predavanja do celodnevnih ili višednevnih obuka. Strane turiste najviše zanima kuhinja zemlje koju posećuju dok lokalni turisti mogu biti zainteresovani da dođu do novih kuhinja.

## Gastronomske ture
Ture su različite u zavisnosti od organizatora mesta ili teme, ali većina ima sledeće elemente:
- Ture se uglavnom organizuju u većim gradovima ili u gradovima s velikim brojem turista. Ture između ostalog postoje u Londonu, Parizu, Rimu, Firenci, Torontu, Istanbulu, Njujorku, Lisabonu, Berlinu, San Francisku, Kopenhagenu, Kuala Lumpuru i Barseloni.
- Postoji dosta varijacija u cenama samim tim nisu svuda iste, pa su tako u Sjedinjenim Američkim državama su više dok su u Aziji manje.
- Ture su uglavnom pešačke. Udaljenost jednog mesta od drugog nikad nije velika. Primer za to je Tura indijske hrane u Londonu koja se održava u nekoliko susednih ulica. Pojedini turisti više vole biciklističke ture, iako je mali broj biciklističkih kompanija prepoznao hranu kao predmet turističkih tura.
- Vreme trajanja tura je od tri sata na pa više. Obično vreme kada počinju je 11 časova po lokalnom vremenu i traju do popodne. Mesto početka i kraja ture je obično isto, i to su najčešće mesta odakle polaze javni prevozi- metro, autobuske stanice i slično.
- Broj učesnika varira, ali se gornjom granicom smatra od 12 do 16.
- Malo deci se retko naplaćuju ture jer obično dele obrok sa svojim roditeljima ili starateljima. Ture možda neće biti prilagođene kretanju u invalidskim kolicima.
- Ture vode posetioce na mesta koja inače ne bi posetili i na taj način oni uče gde kupuje, šta i kako jede lokalno stanovništvo. Fraze poput "Jedite u gradu kao pravi Parižanin/Njujorčanin" često se koriste u promovisanju ovakvih tura.
- Sve ture vode lokalni stanovnici koji posetocima pored mesta koja obilaze preporučuju i restorane u ostalim delovima grada.
- Ture prvenstveno imaju veze sa hranom. Kako će izgledati tura zavisi od organizatora ali skoro svaka sadrži posetu marketima, barovima i kafićima u kojima učesnici konzumiraju određene proizvode. Uobičajeno je da se ide u prodavnice u kojima se kupuje neka vrsta hrane koja se teže nalazi. Ture mogu da se završe u nekom restoranu gde mogu da uzmu pivo, vino ili neko bezalkoholno piće.
- Vodiči govore o hrani i upućuju na prodavnice u kojima oni lično kupuju. Mogu da govore o tome kako se hrana koju njihova porodica jede razlikuje od one što se generalno nudi turistima jer je njihov glavni fokus upoznavanje turista sa lokalnom hranom.
- Vodiči u svojim turama govore i o istoriji grada kroz koji se kreću. Ture se ne kreću kroz glavne turističke zone, ali su blizu njih.
- Ture pretpostavljaju da učesnici jedu uglavnom sve i da nemaju neku posebnu vrstu dijete. Dok većina može da primi vegetarijance, za vegane to nije slučaj – izuzetak tog primera jeste indijska tura hrane (pošto postoji mnoštvo vegana u Indiji). Isto upozorenje važi za one koji traže bezglutensku ishranu ili neke druge ograničavajuće dijete.
- Mnoge turističke kompanije imaju za cilj da kreiraju model održivog turizma preko koga mogu da  pružaju svojim klijentima iskustvo koje pozitivno utiče na lokalno okruženje, društvo i ekonomiju. Neki od načina da se dostignu održivi razvoj su rad samo sa lokalnim proizvođačima, porodičnim vlasnicima, slavljenje lokalne tradicije
- 10. juna 2017. proglašen je Dan nacionalne gastronomske ture koji slavi gastronomski turizam u čitavom svetu.

## Spoljašne veze
Zvanični sajt za istraživanje putem društvenih mreža